# Astochia
Astochia är ett släkte av tvåvingar. Astochia ingår i familjen rovflugor.

## Dottertaxa tillAstochia, i alfabetisk ordning[1]
- Astochia africana
- Astochia annulipes
- Astochia armata
- Astochia bengalensis
- Astochia bromleyi
- Astochia canis
- Astochia caspica
- Astochia ceylonicus
- Astochia cirrisetosa
- Astochia completa
- Astochia determinatus
- Astochia flava
- Astochia gopae
- Astochia grisea
- Astochia guptai
- Astochia hindostani
- Astochia hircus
- Astochia indica
- Astochia inermis
- Astochia introducens
- Astochia jayarami
- Astochia karikalensis
- Astochia laetus
- Astochia lancealata
- Astochia longistylus
- Astochia maculipes
- Astochia melanopygus
- Astochia metatarsata
- Astochia muralidharani
- Astochia neavensis
- Astochia nigranta
- Astochia nigrinus
- Astochia philus
- Astochia pseudoguptai
- Astochia rami
- Astochia ranipoolensis
- Astochia scalaris
- Astochia shishodiai
- Astochia silcharensis
- Astochia sodalis
- Astochia spinicauda
- Astochia strachani
- Astochia tarsalis
- Astochia tiwarii
- Astochia trichura
- Astochia trigemina
- Astochia virgatipes